# 다마가와촌 (이바라키현 니하리군)
다마가와촌(玉川村)은 이바라키현 니하리군에 설치되었던 촌이다. 현재의 오미타마시에 해당한다.

## 역사
- 1889년 4월 1일 - 정촌제 시행에 의해 니하리군 다마가와촌이 성립하였다.
- 1955년 3월 31일 - 다마리촌과 합병해 다마리촌이 성립하여, 동일 다마가와촌은 폐지되었다.

## 인구
| 1891년 | 1,216 |
| 1920년 | 1,282 |
| 1935년 | 1,467 |
| 1950년 | 1,738 |

## 참고문헌
- 玉里村史編纂委員会編 『玉里村史』、玉里村、1975年
- 角川日本地名大辞典編纂委員会『가도카와 일본 지명 대사전 8 茨城県』、가도카와 쇼텐、1983年 ISBN 4040010809